# Karel Sáček
Karel Sáček (* 1977 Slavkov u Brna) je český historik, specialista na vojenské dějiny 18. a 19. století.

## Život
Narodil se v roce 1977 ve Slavkově u Brna. Po absolvování Obchodní akademie v Bučovicích vystudoval v letech 1996–2002 obor historie-muzeologie na Filozoficko-přírodovědecké fakultě Slezské univerzity v Opavě, na studijní stáži byl v roce 2001 na ústavu dějin Bavorské univerzity Julia Maxmiliána ve Würzburgu. Zaměřuje se na vojenské dějiny 18. a 19. století, zejména napoleonské války, a také jejich uchování v českých tradicích vzpomínkových akcí. V mládí několik let působil jako průvodce v napoleonské expozici ve Slavkově u Brna, později jako externí historik zdejšího Historického muzea.
Vzhledem ke spojitosti svého rodiště se slavkovskou bitvou se záhy stal vojenským nadšencem. Stal se členem Klubu vojenské historie v Novém Jičíně, jehož prostřednictvím se v řadách c. k. řadového pěšího pluku Kaunitz-Rietberg č. 20 účastní jako střelec bitevních rekonstrukcí v České republice i zahraničí. V roce 1994 se stal též členem Československé napoleonské společnosti, do jejíhož Bulletinu začal přispívat. Pracoval také v redakci časopisu Historia Militaris 1792–1815. V roce 2006 založil webový portál Prima plana věnovaný vojenské historii, jehož podtitulem se stalo „Historie c. k. armády v napoleonské epoše“.

## Monografie
- PERNES, Jiří; SÁČEK, Karel; KROPÁČKOVÁ, Lubomíra. Slavkov u Brna = Austerlitz : město nejen se slavnou historií. Slavkov u Brna: BM Typo 317 s. ISBN 978-80-903707-2-2, ISBN 80-903707-2-1.
- SÁČEK, Karel; UHLÍŘ, Dušan; KOŘALNÍK, Ladislav. Sokolnice a slavkovská bitva. Sokolnice: Obecní úřad Sokolnice 47 s. ISBN 80-238-6597-8, ISBN 978-80-238-6597-4.